# Atingerea diavolului (film din 1988)
Atingerea diavolului (Catacombs) este un film american de groază din 1988, regizat de David Schmoeller, cu Tim Van Patten, Ian Abercrombie și Laura Schaefer în rolurile principale.
Filmările au avut loc la Abbazia di San Cassiano (Narni).

## Intrigă
În secolul al XVII-lea, un ordin de călugări din Italia prinde și îngropă un demon care a posedat un membru al grupului lor. 400 de ani mai târziu, profesoara Elizabeth Magrino (Laura Schaefer) vizitează mănăstirea pentru a face unele cercetări. Ceea ce ea și actualii călugări nu își dau seama este că răul ascuns în catacombe a fost eliberat fără știrea lor.

## Distribuție
- Tim Van Patten în rolul părintelui John Durham
- Ian Abercrombie în rolul fratelui Orsini
- Jeremy West în rolul fratelui Marinus
- Laura Schaefer în rolul Elizabetei Magrino
- Vernon Dobtcheff în rolul fratelui Timothy
- Feodor Chaliapin Jr. în rolul fratelui Terrel
- Brett Porter ca albinos posedat
- Michael Pasby ca Isus Hristos
- David Schmoeller ca un călugăr (necreditat)

## Lansare
A fost ultimul film finalizat oficial de Empire Pictures înainte ca această compania să fie preluată de Crédit Lyonnais pentru neplata împrumuturilor. Ca urmare, lansarea filmului a fost amânată cu cinci ani. În cele din urmă i s-a acordat un nou titlu Curse IV: The Ultimate Sacrifice de către Columbia TriStar Home Video și a fost lansat direct pe video pe VHS în 1993, deși nu are legătură cu filmul din 1987 The Curse și cele două continuare ale sale. 
La 29 octombrie 2013, Scream Factory a lansat filmul pe DVD pentru prima dată, împreună cu Contamination .7, The Dungeonmaster și Cellar Dweller ca parte a celui de-al doilea volum al seriei lor Scream Factory All-Night Horror Marathon. Ulterior au relansat filmul împreună cu Cellar Dweller pe un Blu-ray.